# Astrocaryum vulgare
Astrocaryum vulgare är en enhjärtbladig växtart som beskrevs av Carl Friedrich Philipp von Martius. Astrocaryum vulgare ingår i släktet Astrocaryum och familjen Arecaceae. Inga underarter finns listade i Catalogue of Life.

## Bildgalleri

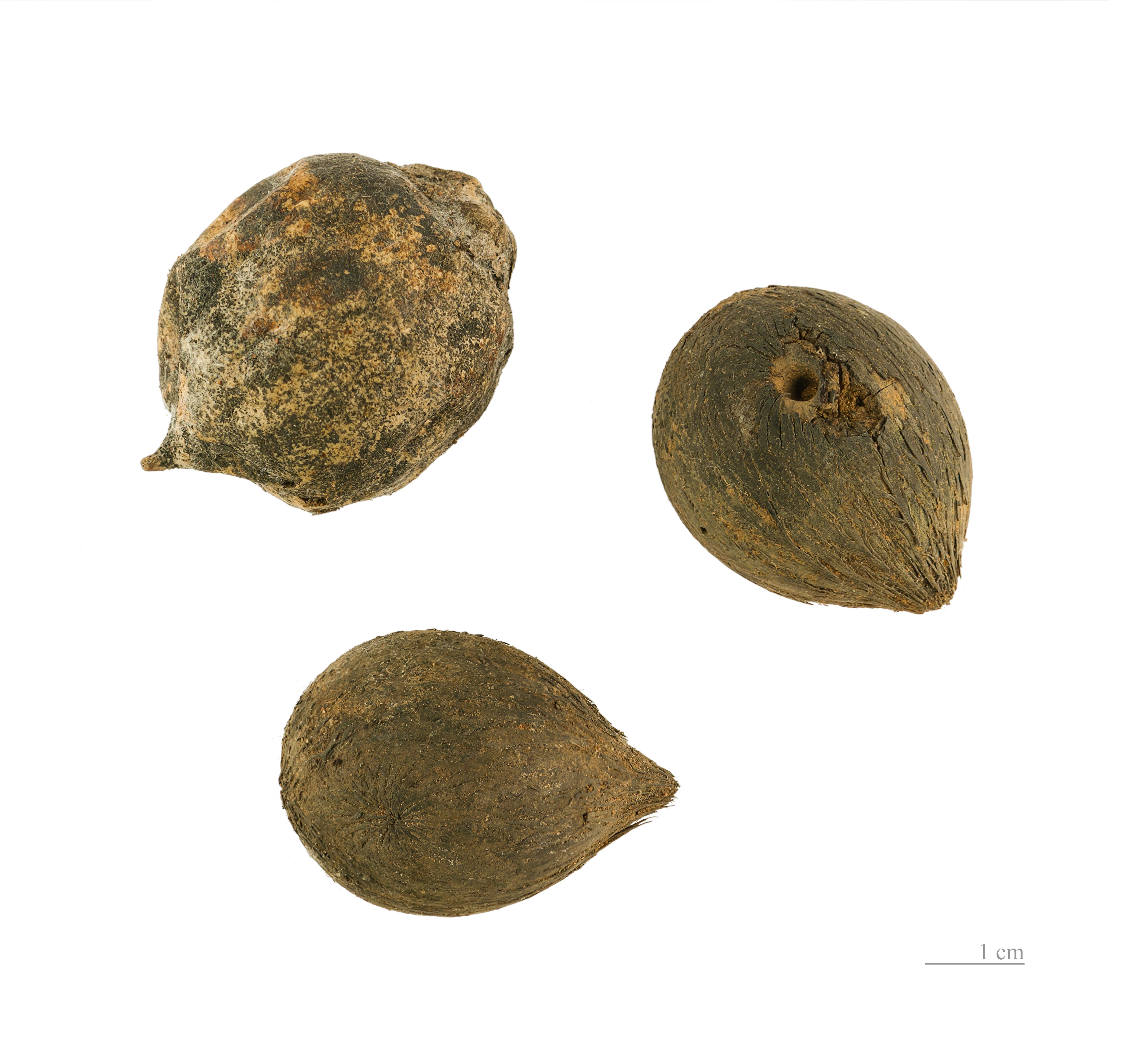
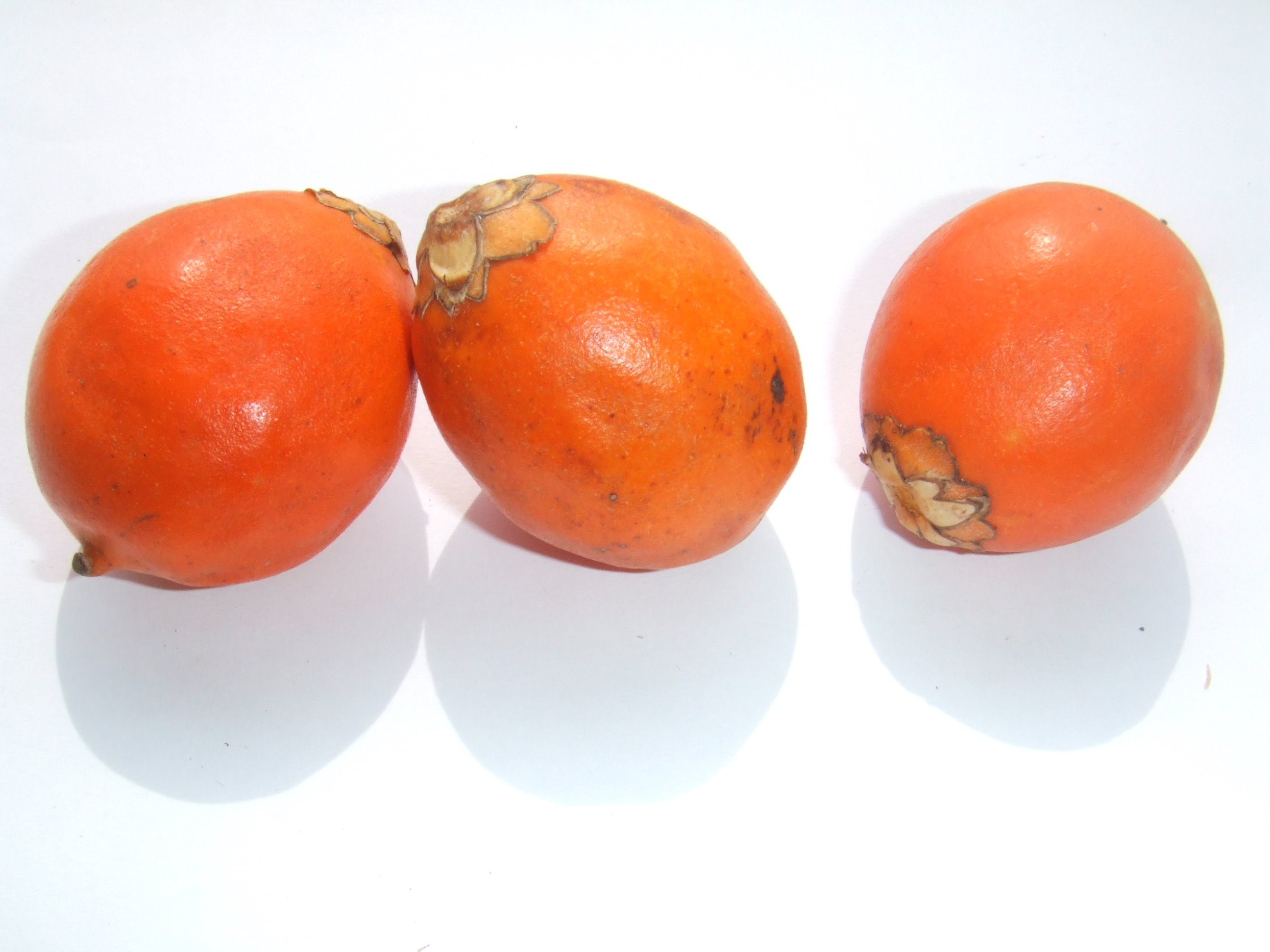